# Буассо, Альфред
Альфре́д Буассо́ (фр. Alfred Boisseau; 1823, Париж — 1903, Монреаль) — канадский художник французского происхождения, изображавший в своих картинах жизнь индейцев и «Дикого Запада».

## Биография
Альфред Буассо родился в Париже в 1823 году. У него был старший брат, который позже служил в правительстве. Учился у Поля Делароша, модного художника, сочетавшего стили неоклассицизма и романтизма. В 1845—1849 годах служил секретарём французского консула в Новом Орлеане, где создал свои первые картины на индейскую тематику — в основном представителей народа чокто. Возможно, на выбор тематики повлияло знакомство с творчеством широко известного в те времена Дж. Кэтлина. В 1848 году выставил свою работу Louisiana Indians Walking Along a Bayou в парижском салоне. После поселился в Нью-Йорке. Там он преподавал искусство с 1849 по 1852 год. С 1850-х годов также занимался фотографией. В 1860 году переехал в Монреаль, где открыл свою фотостудию.
- Некоторые работы
- Louisiana Indians Walking Along a Bayou
- Montreal Street Scene